# Moshoryne
Moshoryne (Oekraïens: Мошорине) dit is een dorp in Oekraïne , Subotsi-gemeenschap , in de oblast Kirovohrad.

## Geschiedenis
Het dorp werd halverwege de 18e eeuw gesticht door Servische immigranten.
In 1785 stierf hier Semen Klymovsky, de auteur van het Oekraïense volkslied "Ichav kozak za Doenaj".
In 1886 woonden hier 3.359 mensen.

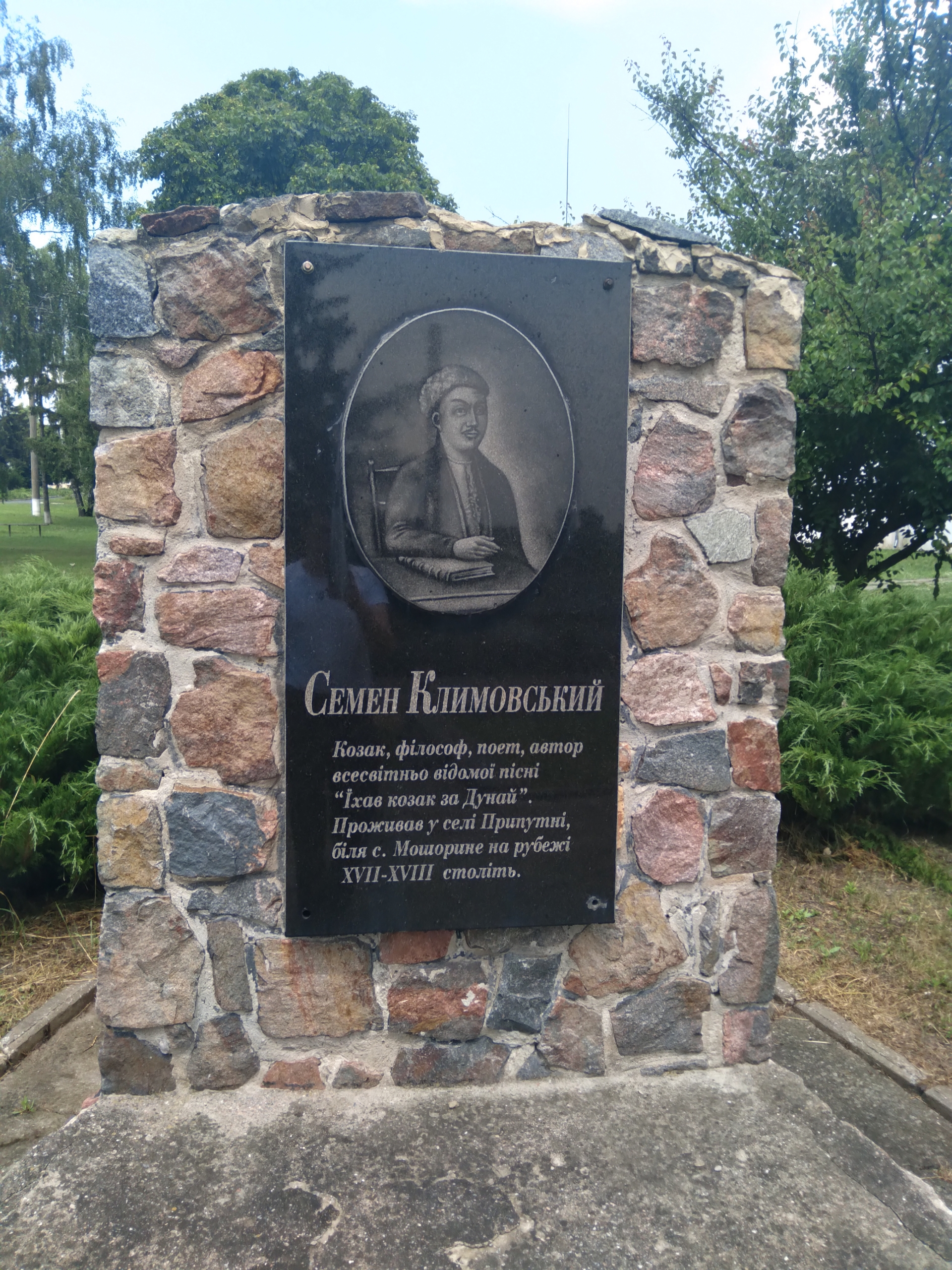
monument voor Semen Klymovsky

Tijdens de Holodomor van 1932-1933 kwamen minstens 26 dorpelingen om het leven.

## Geografie

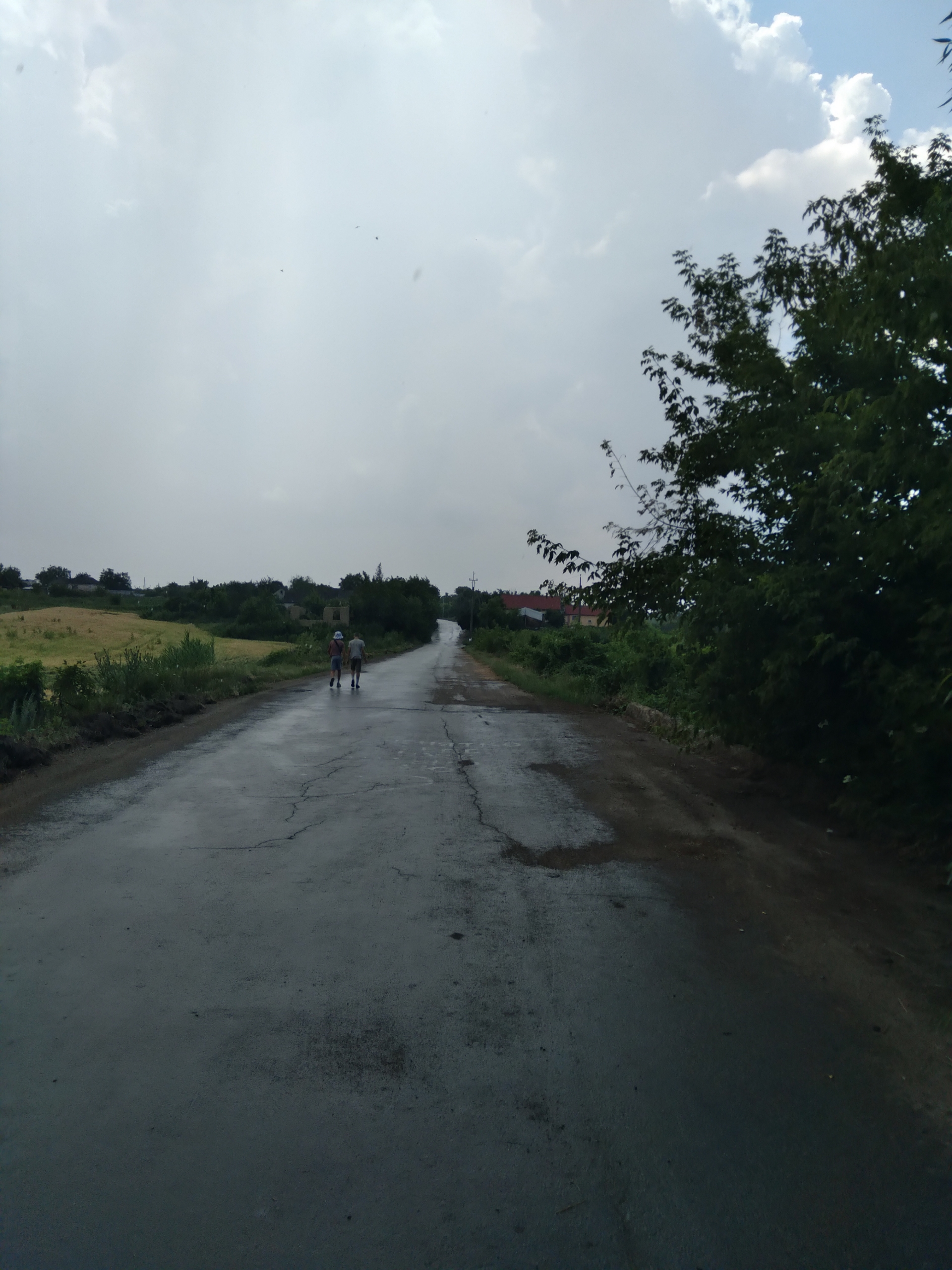
brug over de Beshka-rivier

De Beshka-rivier, een zijrivier van Inhoelets, stroomt door het grondgebied van het dorp. In het oosten grenst het aan het dorp Volodymyrivka.